# Georg Nees

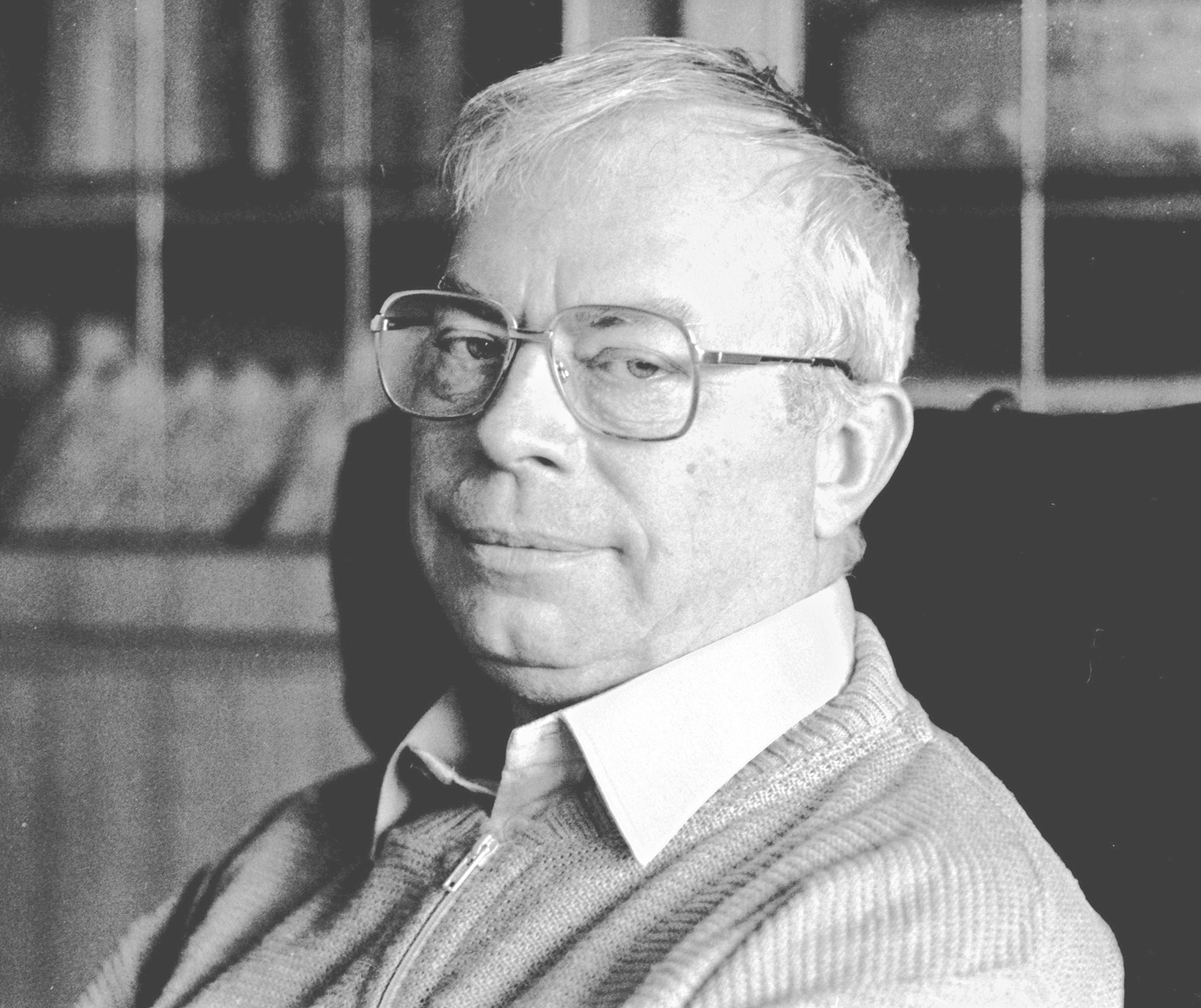
Georg Nees (1986, Fotografie von Alex Kempkens)

Georg Nees (* 23. Juni 1926 in Nürnberg; † 3. Januar 2016 in Baiersdorf) war ein deutscher Grafiker und Informatiker. Er war Pionier der Computerkunst und der Generativen Grafik. Nees studierte Mathematik, Physik und Philosophie in Erlangen und Stuttgart. Er war wissenschaftlicher Beirat von SEMIOSIS, Internationale Zeitschrift für Semiotik und Ästhetik. 1977 wurde er Honorarprofessor für Angewandte Informatik an der Universität Erlangen-Nürnberg. Nees gehörte zu den 3N Computerpionieren – diese Abkürzung hat sich für Frieder Nake, Georg Nees und A. Michael Noll etabliert, deren Grafiken mit „digitalen Großrechnern“ kreiert wurden.

## Leben
Georg Nees wurde 1926 in Nürnberg geboren und verbrachte dort seine Kindheit. Bereits damals zeigte sich sein Forscherdrang und Interesse für die Kunst. Kunstpostkarten anzusehen und durch ein Mikroskop zu blicken, gehörten zu seinen bevorzugten Beschäftigungen. Er besuchte die Aufbauschule in Schwabach bei Nürnberg. Dort machte er 1945 sein Abitur. Von 1945 bis 1951 studierte er Mathematik und Physik an der Universität Erlangen. Von 1951 bis 1985 arbeitete er als Industriemathematiker beim Schuckertwerk in Erlangen. Er begann dort 1959, seine ersten Programme zu schreiben. Das Schuckertwerk wurde später in die Siemens AG eingegliedert und Nees blieb dort Mitarbeiter in Erlangen.

## Studium
Parallel zu seiner Arbeit in Erlangen studierte er ab 1964 Philosophie bei Max Bense an der Technischen Hochschule Stuttgart (seit 1967: Universität Stuttgart). 1968 wurde er bei Max Bense zum Dr. phil. promoviert, mit einer Dissertationsschrift zum Thema Generative Computergraphik, welche zu dieser Zeit weltweit die erste Doktorarbeit über dieses Thema darstellte. Sie wurde 1969 von der Siemens AG als Buch mit dem Titel Generative Computergraphik herausgegeben und enthielt ebenfalls Beispiele der Programmcodes und der damit erzeugten Grafiken. Nach seiner Pensionierung 1985 arbeitete Nees als Autor und Computerkünstler.

## Computerkunst
Nees zeigte weltweit als Erster mit einem Digitalrechner erstellte Grafiken als Kunstwerke in einer Galerie. Die Ausstellung mit dem Titel „computer graphik“ fand im Februar 1965 in den Räumen der Studiengalerie der TH Stuttgart statt. 1966 begann er mit den Arbeiten an „Computer-plastiken“. Im Katalog der Biennale 1969 Nürnberg beschrieb Nees, wie das Computerprogramm die Fräsmaschine so steuert, dass statt eines Werkstückes eine Plastik entstand. Drei bemalte Holzskulpturen und mehrere Grafiken wurden auf der Biennale 1969 Nürnberg ausgestellt. Auf der 35. Biennale Venedig 1970 wurden in der Sonderschau „Forschung und Design. Vorschläge für eine experimentelle Exposition“ ebenfalls seine Skulpturen und Grafiken gezeigt.

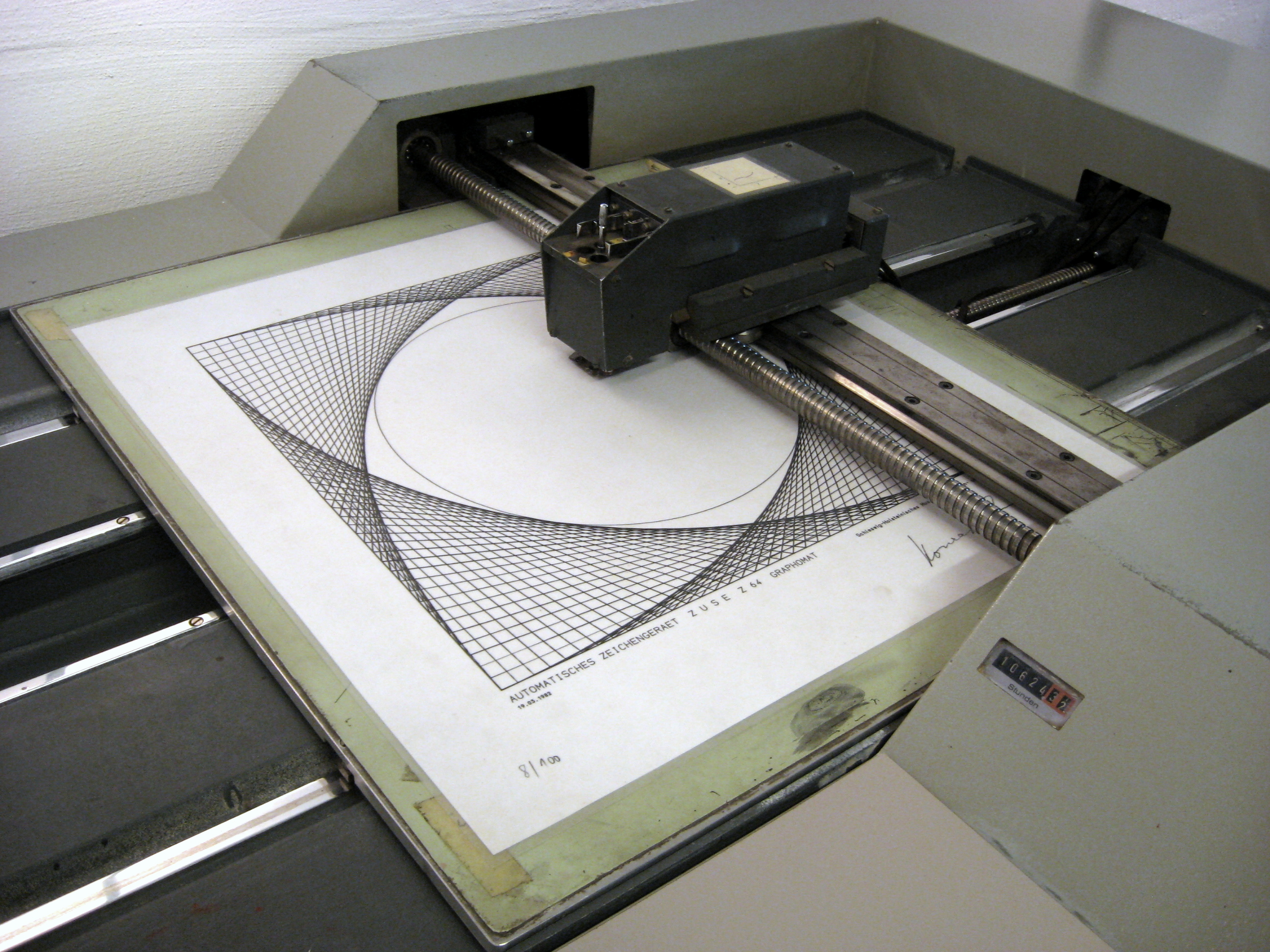
Automatisches Zeichengerät ZUSE Z64

 Nees war 1963 maßgeblich am Kauf eines programmgesteuerten Zeichentisches, den Zuse Graphomat Z64, für das Rechenzentrum der Siemens-Schuckertwerke in Erlangen beteiligt. Zur Ausstellung Georg Nees – Die große Versuchung 2006 im Zentrum für Kunst und Medientechnologie sagte er zur Anschaffung des Zeichentisches Z64: Da war sie nun, die große Versuchung für mich, einmal nichts Technisches mit dieser Maschine darzustellen, sondern ›Nutzloses‹ – geometrische Muster. Nees schrieb seine Programme in der Computersprache ALGOL. Zur Steuerung des Graphomat Z64 und dem Einsatz von Zufallszahlen schrieb er die neuen Grafikbibliotheken G1, G2 und G3. Nees experimentierte 1965 mit Kreisbögen und Zufallszahlen. Die Grafik Kreisbogengewirre, auch als Locken bekannt, entstand dabei. Frieder Nake schrieb, wie es zu der Grafik kam: … Tatsächlich besteht das Bild aus einem zusammenhängenden Pfad von Kreisbögen. … das Bild ist so, wie es ist, auf Grund eines ziemlich schlimmen Programmierfehlers geworden … Es war von geringer Komplexität geplant und mußte wegen jenes Fehler durch manuellen Eingriff von außen abgebrochen werden.
Nees arbeitete mit der Siemens Datenverarbeitungsanlage 2002, um seine ästhetische Grafiken, wie beispielsweise die Grafik „Schotter“ (1968), zu kreieren. Diese Grafik ist sehr bekannt und auch auf der Website des Victoria and Albert Museums, London, zu sehen. Beim Schreiben des Programms fügte Nees Zufallszahlen ein, die ab einem vorgesehenen Punkt das entstehende Chaos produzierten. Dadurch entwickelte sich die Grafik von Ordnung zur Unordnung oder umgekehrt, dreht man die Grafik um 180 Grad. Robert J. Krawczyk vom Illinois Institute of Technology bemerkte zu dieser Grafik: What attracted me to this piece was the simplicity of the concept and the overall interpretation of transforming order into disorder. … What intrigues me with this “ancient” piece was the use of exact mathematical computations to model a chaotic image and the progression from the ordered to the disordered. (Übersetzung: Was mich zu diesem Stück zog, war die Einfachheit des Konzepts und die gesamte Interpretation der Umwandlung von Ordnung in Unordnung. … Was mich interessiert und an diesem "alten" Teil faszinierte, war der Einsatz von exakten mathematischen Berechnungen, um ein chaotisches Bild zu modellieren sowie das Fortschreiten von Geordneten zum Ungeordneten.)

### Computer-Design für Architektur
Die erste Computergrafik von Nees im Bereich Architektur war das Motiv „Flur“ (Korridor), das er 1968 erstellte. Im Jahr 1968 startete auch seine Zusammenarbeit mit dem Architekten Ludwig Rase für den Siemens-Pavillon zur Hannover Messe 1970. Die Zeichnungen des Fachwerkdaches wurden zuerst mit dem Siemens System 2002 errechnet und anschließend mit dem Graphomat Z64 gezeichnet. Für die Hannover Messe 1970 wurden sie mit dem Siemens System 4004 von Neuem erstellt. Eine der Zeichnungen wurde als Plakat für die Hannover Messe und für die 35. Biennale Venezia 1970 gedruckt. Es folgten weitere Computer-Zeichnungen (Grafiken) für Messepavillons der Siemens AG, wie beispielsweise zur „Deutschen Industrieausstellung“ in São Paulo 1971.
Ludwig Rase experimentierte auf der Grundlage des Kuboktaeder hinsichtlich des Baus von Wohnanlagen und Stadtplanung. Nees arbeitete an diesem Projekt mit und erstellte die computergestützten Konstruktionspläne. Die Grafik „Kuboktaeder“, die dabei entstand, wurde als Titelbild und Plakat für die Ausstellung computer art. nees rase in der Hamburger Kunsthalle 1972/73 verwendet.

### Ab 1985
Als Nees 1985 in Pension ging und nicht mehr für die Siemens AG arbeitete, nahm er seine Forschungen und Experimente zur generativen Grafik wieder auf. Er widmete seine Zeit nun der Semiotik und der Computerästhetik für Medien und Design. Die Resultate veröffentlichte er ab 1995 in mehreren Büchern und Artikeln.
Nees wurde 1985 von Alex Kempkens gefragt, ob er sich an der Ausstellung „Bilder Images Digital“ beteiligen wolle, die für Oktober 1986 in der Galerie der Künstler in München geplant wurde. Er sagte zu und kreierte eine neue Serie von Computergrafiken. Diese Grafiken nehmen eine Sonderstellung im Œuvre von Nees ein, da er zur Erzeugung der KI-Maschine sowohl einfache als auch philosophische wie auch mythische Befehle erteilte. Der Computer produziert, bezogen auf die Fragen, unterschiedliche Grafiken. Er schrieb die Programme in der Sprache Lisp; ein Siemens-System 7000 berechnete die Grafiken. Nees schreibt im Katalog zur Ausstellung darüber:

„Meine eigenen Computergrafiken vom Frühjahr 1986 verstehe ich als Studien zu Ambientes, wie sie vielleicht von einem zukünftigen Reagiblen Automaten synthetisiert werden könnten. Eine unabdingbare Teilaufgabe beim Entwurf eines solchen Automaten ist das Ausdenken von Musterdialogen, die man mit dem fertigen Instrument gerne führen möchte.
So ist folgendes Dialogfragment denkbar: »Zeige mir eine Kugel!« Der Automat reagiert mit der Erstellung des Bilds »Kugel nordwestnadir«. Der Dialog geht weiter: »Nimm den Kontext Mythos hinzu. Visualisiere den Kontrast zwischen Gesetz und Zufall!«. Die Reaktion besteht aus dem Herzeigen des Bilds »Apoll und Dionysos«.“

Die Kunstkritikerin Eva Karcher schrieb in ihrer Interpretation seiner Grafiken:

„Der Automat als »Kreativitäts-Spender«? Ein Gedankenkonzept, dem man sich nur zögernd zuneigen mag, stellt es doch alle bisher verbindlichen Definitionen über die Unantastbarkeit des schöpferischen Vermögens infrage. Und dennoch: Betrachtet man die musterreichen Raumkonstruktionen mit ihren schwebenden Ellipsoiden, ihren kristalloiden Kugeln und bizarren Körpern auf den Grafiken von Nees, so kann man nicht umhin, ihnen atmosphärische und der Inspiration förderliche Ausstrahlung zu bescheinigen.“

## Werk
- »Apoll und Dionysos«[29]

### Bücher
- computer grafik. edition rot 19, Max Bense und Elisabeth Walther, Stuttgart 1965.
- Generative Computergraphik. Siemens AG, Berlin, München 1969.
- Formel, Farbe, Form: Computerästhetik für Medien und Design. Springer Science+Business Media, Berlin 1995.
- Grenzzeichen. Bilder und Gedanken zu einer constraint-orientierten Ästhetik. Deutscher Wissenschafts-Verlag, Baden-Baden 2010.
- Die Gassenhauer-Ontologie. Ein philosophischer Zukunftsroman. Deutscher Wissenschafts-Verlag, Baden-Baden 2014.
- Design – Menschenwerk. Sichten auf ein vielseitiges Phänomen. LIT-Verlag, Berlin 2014.

### Texte
- Statistische Graphik. In: Grundlagenstudien aus Kybernetik und Geisteswissenschaft. Band 5, Nr. 3/4, Dezember 1964, S. 67–78.
- mit Max Bense: computer-grafik. In: rot 19. edition rot, Stuttgart 1965.
- Generative Computergraphik. München 1969.
- Variationen von Figuren in der Graphik. In: Grundlagenstudien aus Kybernetik und Geisteswissenschaft. Band 5, Nr. 3/4, Dezember 1964, S. 121–125. G. N., Generative Computergraphik, Berlin, 1969.
- Design und Programm. In: Gesamttextil 1971. S. 38–41.
- Die Orchidee nimmt wahr. In: F. Rottensteiner (Hrsg.): Polaris 6. Suhrkamp, Frankfurt am Main 1982, ISBN 3-518-37342-0, S. 169–205.
- Künstliche Kunst und Künstliche Intelligenz – Artificial Art and Artificial Intelligence. In: Bilder Images Digital. Barke Verlag, München 1986, S. 58–67.
- Regency Graphics and the Esthetics Laboratory: Picture Generation by Point-Distinction and Pseudodistance Minimizing. In: LEONARDO. Band 23, Nr. 4, 1990, S. 335–361.
- Was ist Morphographie? In: SEMIOSIS. Band 63/64, Heft 3/4, 1991, S. 9–31.
- Metamorphosen – Eine Übung in Morphographie. In: SEMIOSIS. Band 65/66 und 67/68, Sonderausgabe SEMIOSIS 65–68, Heft 1–4, 1992: Festschrift für Elisabeth Walter-Bense, S. 258–268.
- Das Chaos – der Computer – die Form. In: Bernhard Holeczek, Lida von Mengden (Hrsg.): Zufall als Prinzip : Spielwelt, Methode und System in der Kunst des 20. Jahrhunderts. Ed. Braus, Heidelberg 1992, ISBN 3-89466-003-1, S. 113–117.
- Das Aleatorische, das Berechenbare und das Programm. In: F. Nake (Hrsg.): Die erträgliche Leichtigkeit der Zeichen: Ästhetik, Semiotik, Informatik. agis, Baden-Baden 1993, S. 139–164.
- Fraktale – Geburt einer Zeichenfamilie. In: Wechselwirkung. Nr. 65, Feb. 1994, S. 11–16.
- Was bedeutet eine Welt, in der die simulierte Wirklichkeit immer realer wird? In: Naturwissenschaft und Kunst, Kunst und Naturwissenschaft – Versuche der Begegnung. Universität Leipzig, Kustodie, 1994, S. 42–46.
- Computable Beauty. In: K. Brunnstein, E. Raubold (Hrsg.): IFIP Transactions: APPLICATIONS AND IMPACTS, Information Processing '94. Band 2, Amsterdam 1994, S. 398–405.
- Geometry and the Cognitive Principle in Semiotics and Esthetics. In: Semiosis. Band 77/78, Heft 1/2, 1995.
- Growth, Structural Coupling and Competition in Kinetic Art. In: Leonardo. Band 33, Nr. 1, Februar 2000, S. 41–47.

## Ausstellungen
- 1972 erhielt das Städtische Museum Abteiberg, Mönchengladbach, aus der Sammlung Hans Joachim Etzold Werke aus den Anfängen der Computergrafik. Der einflussreiche Maler des deutschen Informel, Karl Otto Götz, hat Etzold zur Sammlung der Computergrafiken geraten.[30] Grafiken und eine Skulpturen von Nees sind Teil der Sammlung.
- 1973: Programm – Zufall – System
- 1987: Sammlung Etzold, Anfänge der Computergrafik
- 2006: Anfänge der Computergraphik – aus der Sammlung Etzold

### Einzelausstellung
- 1965: computer graphik, Studiengalerie Technische Hochschule Stuttgart.

### Gruppenausstellungen
- 1965 (zusammen mit Frieder Nake): Computerkunst, Galerie Wendelin Niedlich, Stuttgart
- 1968: Cybernetic Serendipity, London
- 1968/69: Computer und visuelle Forschung, Nuove Tendenze 4, Zagreb
- 1969: On the Eve of Tomorrow, Kubus Hannover, München, Hamburg
- 1969: Konstruktive Kunst: Elemente + Prinzipien, Biennale Nürnberg
- 1970: Auf dem Weg zur Computerkunst, Kiel, Davos, Offenbach
- 1970 (zusammen mit Ludwig Rase): Ricerca e Progettazione. 35. Biennale Venedig
- 1971: Was die Schönheit sei, das weiß ich nicht. Künstler – Theorie – Werk, Biennale Nürnberg
- 1971 (zusammen mit Ludwig Rase): Computer drawer spacestructure, Arteonica, São Paulo
- 1971: The Arte de Sistemas exhibition, CAYC, Museo de Arte Moderno, Buenos Aires
- 1972: Grenzgebiete der bildenden Kunst, Staatsgalerie Stuttgart
- 1972–1974: Wege zur Computerkunst, Wanderausstellung, Goethe-Institut
- 1973: computer art. nees rase, Hamburger Kunsthalle, Hamburg
- 1973: Vert l'art de l'ordinateur, Centre d'Information SIGMA, Bordeaux, Goethe-Institut
- 1982: L'art systématique, Musée d’art contemporain de Montréal, Montreal, QC
- 1986: Bilder Images Digital, Galerie der Künstler, München
- 1989: 25 Jahre Computerkunst, BMW Pavillon, München
- 1992: Prinzip Zufall, Wilhelm Hack Museum, Ludwigshafen
- 2005: Künstliche Kunst. Die Anfänge, Kunsthalle Bremen, Bremen
- 2006: Die große Versuchung. Frühe generative Computergrafiken, ZKM, Karlsruhe
- 2006: 20th Century Computer Art: Beginnings and Developments, Tama Art University Museum, Tokyo
- 2006: Die Neuen Tendenzen – Museum für Konkrete Kunst, Ingolstadt
- 2006: Der Traum von der Zeichenmaschine, Kunstverein Wolfsburg, Wolfsburg
- 2007: Ex Machina – Frühe Computergrafik bis 1979, Kunsthalle Bremen, Bremen
- 2007: Die Neuen Tendenzen, Leopold Hoesch Museum, Düren
- 2008: Genau + anders – Mathematik in der Kunst von Dürer bis Sol LeWitt; MUMOK, Wien
- 2008: bit international. [Nove] tendencije, Computer und visuelle Forschung, Zagreb
- 2008: Genesis – Die Kunst der Schöpfung, Zentrum Paul Klee, Bern
- 2009: Digital Pioneers, Victoria & Albert Museum - V&A, London
- 2014: Histories of the Post-Digital: 1960s and 1970s Media Art Snapshots - Akbank Art Center, Istanbul

### Sammlungen
- Sammlung Etzold, Städtische Museum Abteiberg, Mönchengladbach
- Victoria and Albert Museum, London
- Zentrum für Kunst und Medientechnologie, Karlsruhe
- Sammlung Franke, Kunsthalle Bremen, Bremen

## Rezeption (Modernes generatives Design)
Georg Nees ist ein Pionier der Computerkunst und einer der „Großväter“ des von Computern unterstützten Designprozesses. Der 1963 gekaufte Zuse Graphomat Z64 war zum Zeichnen von technischen Plänen bestimmt, die für die Herstellung von Werkstücken und Produkten erforderlich waren. Wie er sagte, dachte er ebenfalls an die Realisierung seiner Ideen – experimentelles und generatives Grafikdesign zu kreieren. Der Anlass das Buch formel – farbe – form zu schreiben, war für ihn „Computerästhetik für Medien und Design“ auf der Grundlage von generativem Design der nächsten Generation an Designern zu vermitteln.
Die derzeitige Generation von Designern nutzt als Berufsbezeichnung beispielsweise generativer Designer und firmiert unter den Begriffen Generatives Design, data driven art oder computational design. So ist es in vielen Magazinen und neuen Büchern zu lesen. Besonders oft ist das Thema in der Zeitschrift Page zu finden. Nees gehört damit zu den Vorfahren des heutigen generativen Designs in den Neuen Medien – basierend auf seiner These und seinem Buch Generative Computergraphik aus dem Jahre 1969.